# Adam Claes Wachtmeister
Adam Claes Wachtmeister af Björkö, född 1642, död 18 juni 1675 i Fehrbellin, Markgrevskapet Brandenburg, var en svensk militär. 

## Biografi
Adam Claes Wachtmeister af Björkö föddes 1642. Han var son till militären Hans Wachtmeister af Björkö och Agnes Margareta von Helmstedt. Wachtmeister blev 1661 kaptenlöjtnant vid Skånska kavalleriregementet, 10 februari 1665 överstelöjtnant vid Skånska kavalleriregementet och 16 juni 1674 överste vid Östgöta kavalleriregemente. Han avled 1675 i Fehrbellin, Markgrevskapet Brandenburg.

### Egendom
Wachtmeister ägde gårdarna Neuermühlen i Livland, Poll, Deijelsdorf i Pommern och Johannisberg i Lundby socken.